# Barleria strigosa
Barleria strigosa là một loài thực vật có hoa trong họ Ô rô. Loài này được Willd. mô tả khoa học đầu tiên năm 1800.

## Hình ảnh

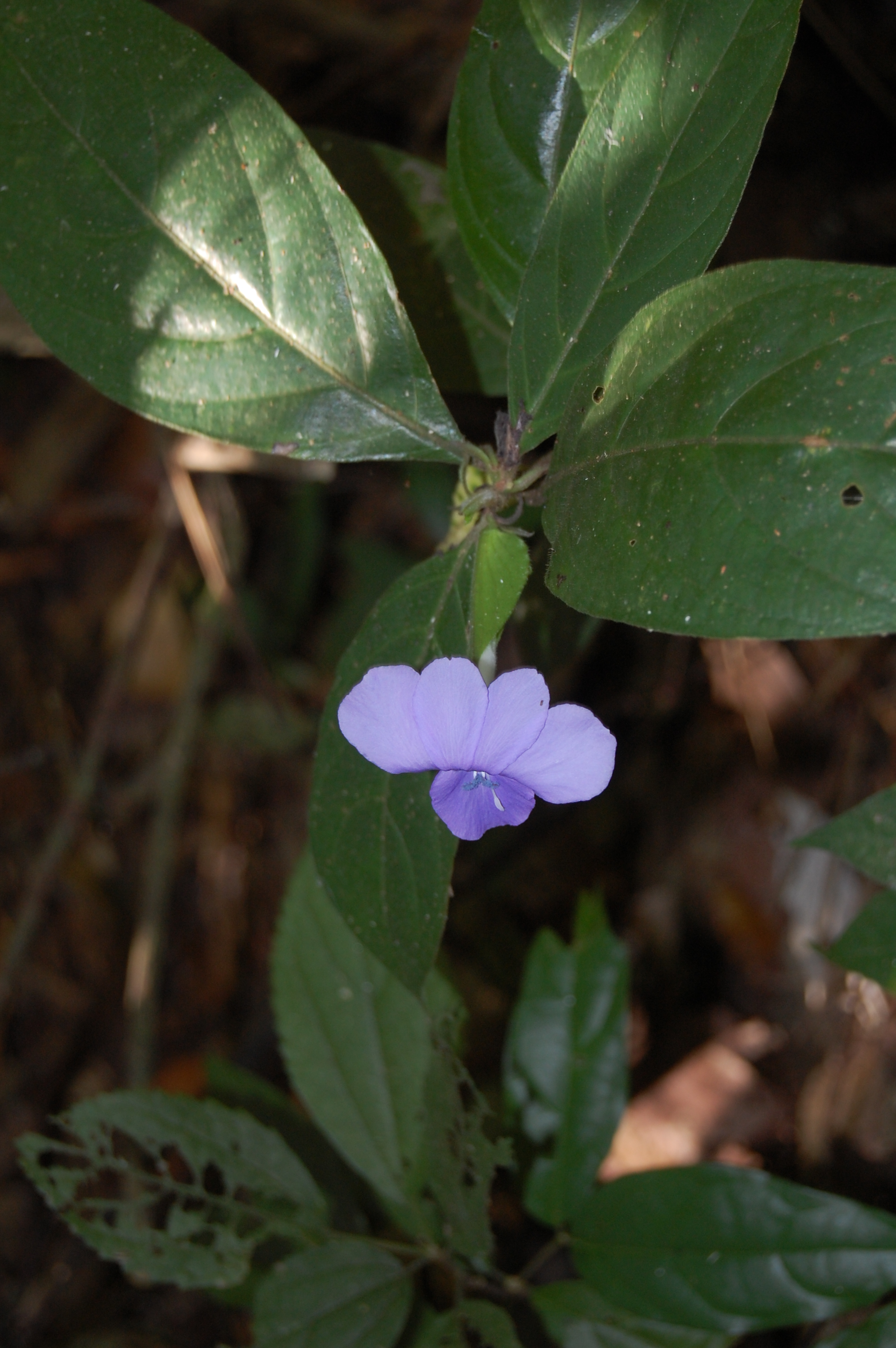
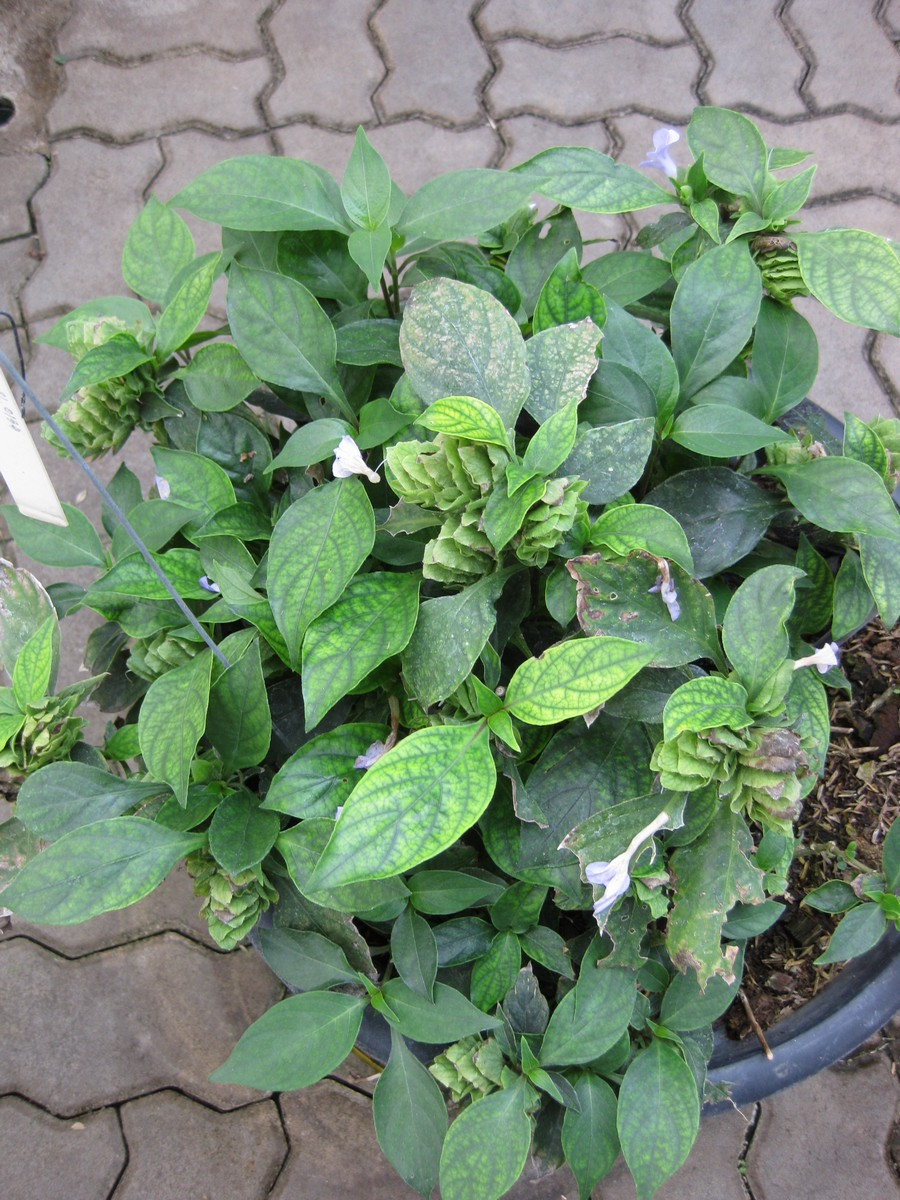
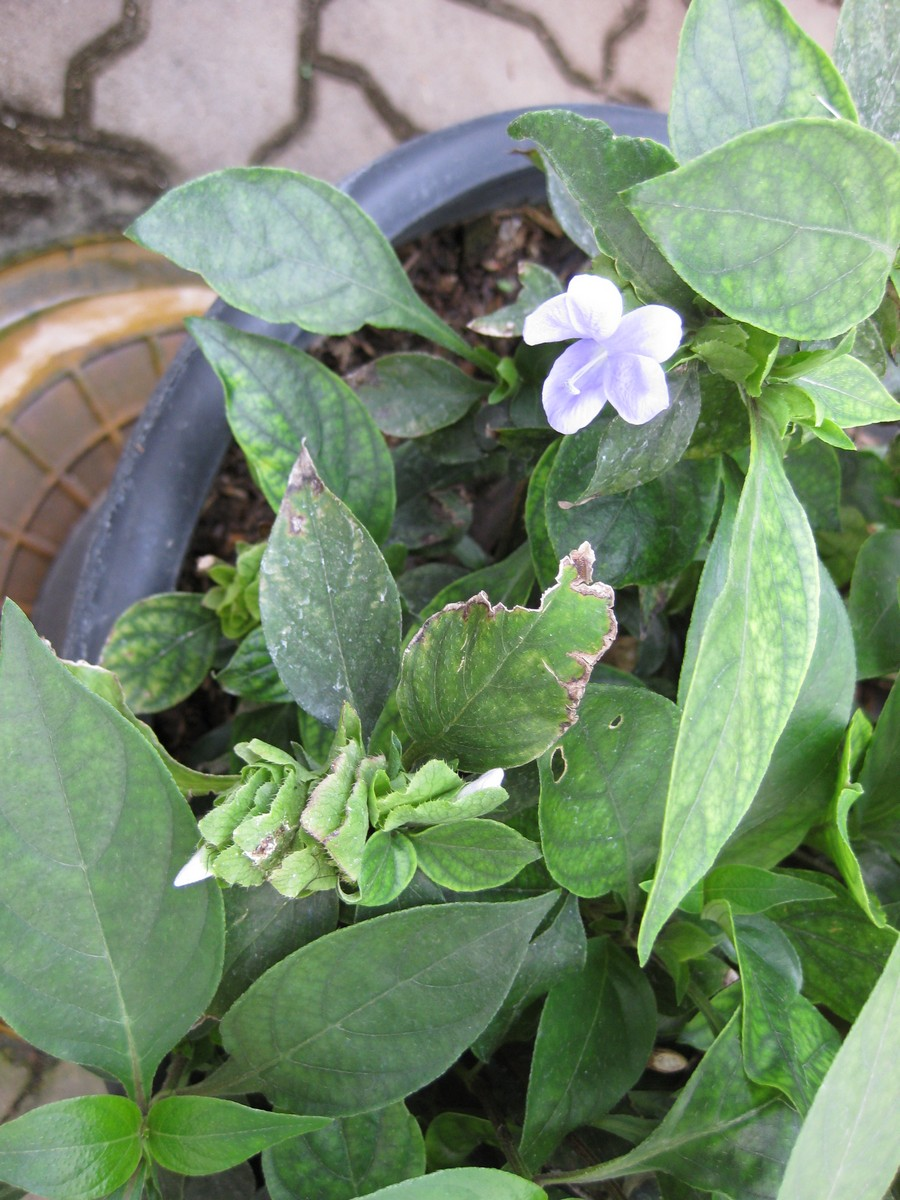
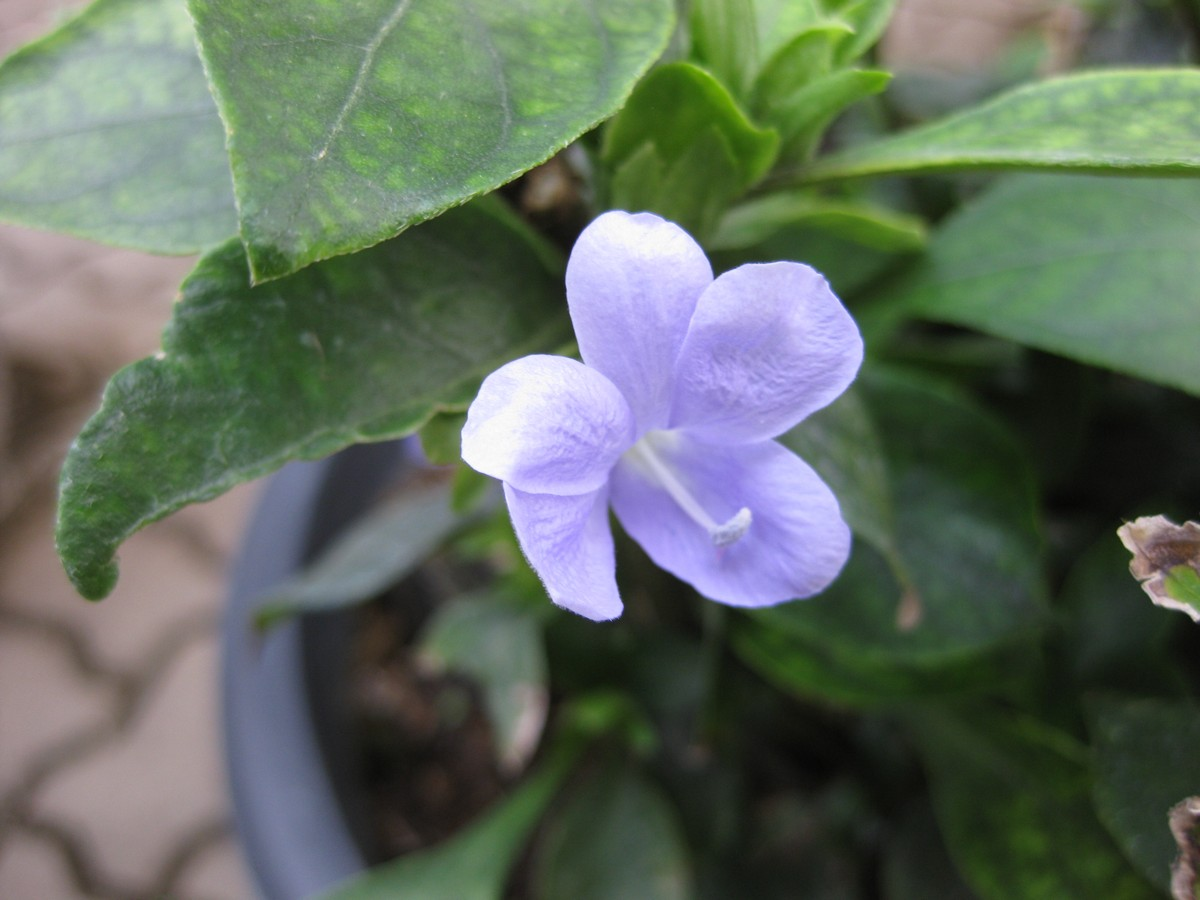